# Tokyo Mew Mew
Tokyo Mew Mew (東京ミュウミュウ, Tōkyō Myū Myū), també conegut com a Mew Mew Power, és un manga shōjo japonès escrit per Reiko Yoshida i il·lustrat per Mia Ikumi. Fou originalment publicat en Nakayoshi des del setembre del 2000 al febrer del 2003, i després publicat en set volums tankōbon per Kodansha des d'abril de 2003 a maig de 2004. Se centra en cinc nenes infoses amb l'ADN d'animals rars que els proporcionen poders especials i les permet transformar-se en "Mew Mews". Dirigida per Ichigo Momomiya, les xiques protegiran la terra dels estrangers que la "reclamen".

## Argument
A Tòquio, Japó, una noia anomenada Ichigo Momomiya va a una exposició d'espècies en perill d'extinció amb el noi de qui està enamorat, en Masaya Aoyama. Després d'un terratrèmol, l'Ichigo i quatre noies més són embolcallades per una llum estranya. Llavors un gat apareix davant de l'Ichigo i es fusiona amb ella. L'endemà, comença a comportar-se com un gat i a fer jocs de paraules de gat. Després de conèixer en Ryou Shirogane i en Keiichirou Akasaka, l'Ichigo s'assabenta que li van infondre l'ADN del gat Iriomote. En Ryou i en Keiichirou expliquen que això li permet transformar-se en Mew Ichigo, una superheroïna gata. Se li ordena que derroti les Chimera Animas, paràsits alienígenes que infecten animals i els converteixen en monstres. En Ryou i en Keiichirou indiquen a l'Ichigo que trobi les altres quatre noies de l'exposició: les Mew Mews restants: la Mint Aizawa, una jove adinerada i consentida infosa amb els gens d'un lori ultramar; la Lettuce Midorikawa, una noia intel·ligent i submisa que havia absorbit els gens d'una marsopa sense aleta; la Pudding Fong, que havia rebut els gens d'un tití lleó daurat i la Zakuro Fujiwara, una model professional infosa amb els gens d'un llop gris.

## Manga
Escrit per Reiko Yoshida i il·lustrat per Mia Ikumi, Tokyo Mew Mew es va publicar per primera vegada a la revista Nakayoshi entre setembre de 2000 i febrer de 2003. Els vint-i-nou capítols van ser compilats després en set volums tankōbon per Kodansha. El primer volum es va publicar l'1 de febrer de 2001, i el volum final es va publicar el 4 d'abril de 2003.
L'abril de 2003 es va publicar a la Nakayoshi una seqüela anomenada Tokyo Mew Mew à la Mode. Fins al febrer de 2004 i escrit únicament per Mia Ikumi, la seqüela va finalitzar en dos volums.